# Colleen Quigley
Colleen Quigley (* 20. November 1992 in St. Louis, Missouri) ist eine US-amerikanische Leichtathletin, die sich auf den Hindernislauf spezialisiert hat.

## Sportliche Laufbahn
Colleen Quigley wuchs in St. Louis auf und studierte von 2011 bis 2015 an der Florida State University. 2015 wurde sie NCAA-Collegemeisterin im Hindernislauf und unterschrieb anschließend einen Vertrag beim Bowerman Track Club in Boston. Im August erreichte sie bei den Weltmeisterschaften in Peking das Finale und belegte dort in 9:34,29 min den zwölften Platz. Im Jahr darauf nahm sie an den Olympischen Sommerspielen in Rio de Janeiro teil und gelangte dort mit 9:21,10 min im Finale auf Rang acht. 2017 wurde sie bei den Weltmeisterschaften in London im Vorlauf disqualifiziert und im Jahr darauf wurde sie bei den Hallenweltmeisterschaften in Birmingham in 4:15,97 min Neunte im 1500-Meter-Lauf. 
2019 wurde Quigley US-amerikanische Hallenmeisterin über die Meile.

## Persönliche Bestleistungen
- 1500 Meter: 4:03,02 min, 22. August 2018 in Chorzów
  - 1500 Meter (Halle): 4:06,16 min, 9. Februar 2019 in New York City
- Meile: 4:22,86 min, 9. Februar 2019 in New York
- 3000 Meter: 8:28,71 min, 27. Februar 2020 in Boston
- 5000 Meter: 15:10,42 min, 30. Juni 2020 in Portland
- 3000 m Hindernis: 9:10,27 min, 2. September 2018 in Berlin